# Kalînivka, Brovarî
Kalînivka (în ucraineană Калинівка) este localitatea de reședință a comunei Kalînivka din raionul Brovarî, regiunea Kiev, Ucraina.

## Demografie
Componența lingvistică a localității Kalînivka
     Ucraineană (93,84%)
     Rusă (5,6%)
     Alte limbi (0,24%)
Conform recensământului din 2001, majoritatea populației localității Kalînivka era vorbitoare de ucraineană (93,84%), existând în minoritate și vorbitori de rusă (5,6%).